# Psihološka obzorja
Psihološka obzorja je tromjesečni slovenski časopis za psihologiju. Izdaje ga Društvo psihologa Slovenije uz financijsku potporu Ministarstva za visoko školstvo Slovenije. Aktualna glavni urednik je Luka Komidar, urednički odbor čine ugledni znanstvenici s Odjela za psihologiju Sveučilišta u Ljubljani, Državnog ispitnog centra,  te već spomenutog Društva psihologa, a o koncepciji časopisa skrbi međunarodno uredničko vijeće u koje su uključeni znanstvenici iz Hrvatske, Italije i drugih europskih zemalja.